# Amt Dorstfeld
| Amt in Preußen     | Amt in Preußen        |
| ------------------ | --------------------- |
| Name               | Dorstfeld             |
| Bestandszeitraum   | 1886–1914             |
| Provinz            | Westfalen             |
| Regierungsbezirk   | Arnsberg              |
| Landkreis          | Dortmund              |
| Fläche             | 17,25 km² (1910)      |
| Einwohner          | 28.372 (1910)         |
| Bevölkerungsdichte | 1645 Einw./km² (1910) |
| Gemeinden          | 5                     |

Das Amt Dorstfeld war von 1886 bis 1914 ein Amt im Landkreis Dortmund in der preußischen Provinz Westfalen. Das Gebiet des ehemaligen Amtes gehört heute zur Stadt Dortmund.

## Geschichte
Am 1. April 1886 schieden im Landkreis Dortmund die Gemeinden Dorstfeld, Huckarde, Marten, Rahm und Wischlingen aus dem Amt Lütgendortmund aus und bildeten das neue Amt Dorstfeld.
Am 1. April 1914 schieden Dorstfeld, Huckarde, Rahm und Wischlingen aus dem Amt aus und wurden in die Stadt Dortmund eingemeindet. Marten, die einzige verbleibende Gemeinde des Amtes, bildete fortan das Amt Marten.

## Einwohnerentwicklung
| Jahr | Einwohner | Quelle |
| ---- | --------- | ------ |
| 1895 | 15.759    | [ 3 ]  |
| 1910 | 28.372    | [ 4 ]  |